# Bürgerversicherung
Der Begriff Bürgerversicherung bezeichnet in Deutschland verschiedene Konzepte eines solidarischen Sozialversicherungssystems mit dem Kennzeichen, dass ausnahmslos alle Bürger und unter Einbeziehung aller Einkunftsarten Beiträge in die gesetzliche Krankenversicherung leisten und gleichermaßen alle Bürger im Versicherungsfall daraus gleiche Leistungen in Anspruch nehmen können. Die Bürgerversicherung bedeutet die Aufhebung des dualen Systems zwischen gesetzlicher und privater Krankenversicherung im Leistungsbereich der Grundversorgung. Medizinische Sonderleistungen über die Grundversorgung hinaus sollen in den meisten Konzepten weiterhin durch private Zusatzversicherungen möglich sein.

## Grundlage
Grundlegende Ziele der Befürworter einer Bürgerversicherung sind die Senkung der Gesundheitsausgaben, die Abschaffung einer von ihnen kritisierten Zwei-Klassen-Medizin, in der Versicherte der gesetzlichen und privaten Krankenversicherung unterschiedlich behandelt werden, und mehr soziale Gerechtigkeit. Sie versprechen sich höhere Einnahmen für die gesetzliche Krankenversicherung sowie eine höhere Effizienz und dadurch Kostenersparnis, um ein höheres Leistungsniveau der Grundversorgung zu ermöglichen. Des Weiteren soll mehr soziale Gerechtigkeit sowohl in der solidarischen Beitragsfinanzierung, die eine Stabilisierung oder sogar eine Senkung der Krankenkassenbeiträge zur Folge hätte, als auch in der Qualität und Nutzung der Versicherungsleistungen, entstehen. Darüber hinaus sollen Verzerrungen im Wettbewerb zwischen Ärzten gesetzlicher Kassen mit Privatkassenärzten abgebaut werden.
Die SPD, Bündnis 90/Die Grünen und Die Linke favorisieren die Umgestaltung der bestehenden Krankenversicherung in eine Bürgerversicherung, während CDU und FDP dies ablehnen. Ebenso befürworten der Fachbereich Gesundheit der Gewerkschaft ver.di und der Verein demokratischer Ärzt*innen eine Bürgerversicherung. Der NAV-Virchow-Bund und der Marburger Bund sprechen sich dagegen aus.
Nach einer Umfrage im Auftrag der IG Metall im Jahr 2016 unterstützten zwei Drittel der Deutschen eine Bürgerversicherung. Zu einem ähnlichen Ergebnis kam eine Umfrage von Infratest dimap aus dem Jahr 2021.
Einige Modelle der Bürgerversicherung wollen das Prinzip auch auf die gesetzliche Rentenversicherung anwenden. Zudem sollen die berufsständischen Versorgungswerke abgeschafft werden.

## Konzepte der Bürgerversicherung
Bei der Bürgerversicherung lassen sich grob zwei verschiedene Konzepte unterscheiden:

### Bürgerversicherung
Alle Bürger zahlen einen bestimmten Prozentsatz aus der Summe aller eigenen Einkünfte (Lohnarbeit, Kapitalerträge, Mieteinnahmen, Zuschüsse und sonstige Einnahmen) in die Bürgerversicherung ein. Im Sinne paritätischer Beiträge wird bei abhängig Beschäftigten die Hälfte des Betrages vom jeweiligen Arbeitgeber übernommen.
Es ist umstritten, ob eine Deckelung der Beiträge für besonders gut Verdienende (Beitragsbemessungsgrenze) aus verfassungsrechtlichen Gründen zwingend ist, da bei einer Pflichtversicherung der Beitrag immer in einem einigermaßen verträglichen Verhältnis zur Leistung stehen müsse (Äquivalenzprinzip). Dem steht das Prinzip eines sozialen Ausgleichs (Solidarprinzip) gegenüber.
Mit dem Konzept einer (solidarischen) Bürgerversicherung soll durch Beiträge aller Bürger die Einnahmesituation der gesetzlichen Krankenkassen so weit verbessert werden, dass Leistungskürzungen vermieden werden können. Wenn der Begriff Bürgerversicherung in der Berichterstattung der Medien oder im politischen Diskurs gebraucht wird, ist fast immer diese Form gemeint.

### Gesundheitsprämie, Kopfpauschale
Der Begriff Bürgerversicherung wurde auf das Konzept der „Gesundheitsprämie“ ausgedehnt. Alle Bürger zahlen einen gleichen Betrag (Kopfprämie, Bürgerprämie) in die Versicherung ein. Bei Geringverdienern würde dieser aus Steuermitteln subventioniert werden. Die Beiträge für Kinder sollen ebenfalls aus Steuermitteln aufgebracht werden. Dabei sieht das Konzept der Union vor, dass nur die derzeit gesetzlich Versicherten einbezogen sind. Selbständige, Beamte und Besserverdienende sollen davon nicht direkt betroffen werden und finanzieren den Solidarausgleich (kostenlose Mitversicherung der Kinder, Unterstützung für Einkommensschwache) über die Einkommensteuer (die keine Beitragsbemessungsgrenze kennt) mit. Der Deutsche Gewerkschaftsbund (DGB) sieht in dem Vorschlag der Gesundheitsprämie „keine Lösung“.

### Vergleich
Bürgerversicherung (mit Beitragsbemessungsgrenze) und Gesundheitsprämie sind keine absoluten Gegensätze. In der politischen Auseinandersetzung wird auch über eine Mischform diskutiert.

## International
Eine Studie des Wissenschaftlichen Instituts der Privaten Krankenversicherung (WIP) kam im Rahmen eines internationalen Vergleichs einheitlich organisierter Gesundheitssysteme zu dem Ergebnis, dass in allen Systemen rationiert wird: Während steuerfinanzierte Gesundheitsdienste ihre Leistungen vor allem über Wartezeiten und Begrenzung der Wahlfreiheit des Patienten einschränkten, würden beitragsfinanzierte Krankenversicherungssysteme häufiger Zuzahlungen verlangen. In den letzten Jahren entwickelt sich aber dieses System zum Oligopol und zeigt teils deutliche Beitragssteigerungen. Investitionen gingen zurück, Löhne des Gesundheitspersonals wurden gekürzt oder eingefroren, Zuzahlungen erhöht und Wartezeiten stiegen weiter an. Leistungsausschlüsse kämen in allen Systemen vor, die zu Ausweichshandlungen der Versicherten führen würden, sich die Leistung privat zu besorgen. Das duale System in Deutschland würde zu weniger Versorgungsunterschieden führen und hätte gut abgeschnitten.
Im niederländischen Modell der Bürgerversicherung sind seit 2006 alle Bürger privat versichert. Die privaten Versicherungsgesellschaften unterliegen allerdings einer ausgeprägten staatlichen Rahmenregulierung.

## Kritik
Auf dem 116. Deutschen Ärztetag am 28. Mai 2013 bezeichnete der Präsident der Bundesärztekammer, Frank Ulrich Montgomery die Bürgerversicherung für eine „Mogelpackung“ und einen „Turbolader für Zwei-Klassen-Medizin“, da, wer es sich leisten könne, sich zusätzlich privat versichern würde.
Der Verband der Privaten Krankenversicherung wendete sich gegen die Einführung einer Bürgerversicherung. Die Erfahrung in den Niederlanden oder Großbritannien zeige, dass „in solchen Einheitssystemen“ nur Menschen Zugang zu „Spitzenmedizin“ hätten, „die es sich leisten können“. Der Verband sieht eine „drohende Absenkung von Gesundheitsleistungen“ und eine Benachteiligung der Mittelschicht. „Die Leistungsstärke des deutschen Gesundheitswesens“ beruhe auf dem „Zwei-Säulen-Modell aus Privater und Gesetzlicher Krankenversicherung“.
In einem Arbeitspapier der gewerkschaftsnahen Hans-Böckler-Stiftung vom Juni 2013 schließt sich der Autor Robert Paquet den Formulierungen seitens der PKV nicht an, ist aber skeptisch. Mit den von der Bürgerversicherung ausgehenden Problemen eines Strukturwandels der medizinischen Angebote, aber auch der privaten Zusatzversicherungen sowie mit möglichen Eindämmungsstrategien für solche Entwicklungen hätten sich die BV-Konzepte von SPD, Grünen und Linken nicht auseinandergesetzt. Zudem würden bis zu 100.000 Arbeitsplätze bei den privaten Krankenversicherungen wegfallen, die nur teilweise in gesetzlichen Krankenversicherungen neu entstehen würden.
Der Prognose des Verbands der privatärztlichen Verrechnungsstellen (PVS) vom Mai 2013 nach hätte jeder niedergelassene Arzt im Durchschnitt jährlich rund 43.000 Euro Umsatzeinbußen zu erwarten.
Dass eine Bürgerversicherung aufgrund der damit einhergehenden Erhöhung der Beitragsbemessungsgrenze zudem die Arbeitgeber erheblich belasten würde, will die Vereinigung der Bayerischen Wirtschaft mit einem eigenen Bürgerversicherungsrechner nachweisen. 2013 würden nur 13 Prozent der privat Krankenversicherten als Arbeitnehmer über die Beitragsbemessungsgrenze hinaus verdienen.
Ein Gutachten der Arbeiterwohlfahrt (AWO) kommt zu dem Ergebnis, dass die Bürgerversicherung im Einklang mit dem Grundgesetz steht: Die Kritik, die Bürgerversicherung könne für keine gerechte Verteilung der Lasten sorgen, weisen die Studienautoren Greß und Bieback zurück. Auch das Finanzierungsproblem der Kassen könne nachhaltig gelöst werden.